# کریس بوش (بازیکن فوتبال انگلیسی)
کریس بوش (انگلیسی: Chris Bush؛ زادهٔ ۱۲ ژوئن ۱۹۹۲) بازیکن فوتبال اهل بریتانیا است.
از باشگاه‌هایی که در آن بازی کرده‌است می‌توان به باشگاه فوتبال ووکینگ، باشگاه فوتبال سالزبری سیتی، باشگاه فوتبال ای‌اف‌سی ویمبلدون، باشگاه فوتبال تاروک، باشگاه فوتبال گیتزهد، باشگاه فوتبال ولینگ یونایتد، باشگاه فوتبال لینکولن سیتی، باشگاه فوتبال برنتفورد، باشگاه فوتبال بروملی، و باشگاه فوتبال هرفورد یونایتد اشاره کرد.